# Rol (procesrecht)
De rol is in het burgerlijk procesrecht het register waarin zaken worden geadministreerd. De rol wordt alleen gebruikt in procedures die beginnen door middel van een dagvaarding.
De rol wordt beheerd door de rolrechter die administratieve handelingen verricht, zoals het bepalen van de datum waarop een zitting plaatsvindt of stukken moeten worden ingediend. In een dagvaarding wordt de gedaagde, in principe, opgeroepen om op te verschijnen op een rolzitting. Dat is bij de afdeling civiel van de rechtbank en het gerechtshof geen fysieke zitting, maar de uiterste datum voor het stellen van een advocaat. De zaak wordt daarna verwezen naar de rol voor de volgende processtap, zoals het geven van een reactie op de dagvaarding (conclusie van antwoord) of in hoger beroep het uiten van bezwaren tegen het vonnis van de rechtbank (memorie van grieven). In zaken voor de kantonrechter vindt er wel een fysieke rolzitting plaats, partijen kunnen dan in persoon verweer voeren tegen de dagvaarding. Steeds als er een processtap genomen moet worden, zal de zaak worden verwezen naar de rol. Doorgaans worden uitspraken ook gedaan op een roldatum. Rechtbanken, gerechtshoven en de Hoge Raad hebben alle een vaste roldatum. Voor rechtbanken is dat woensdag, voor gerechtshoven dinsdag en voor de Hoge Raad vrijdag.
Er is sprake van behandeling van een zaak door een rechter, zodra deze zich op enigerlei wijze met een zaak bezighoudt en dit voor partijen kenbaar is. De rolrechter is een dergelijke rechter en kan derhalve ook worden gewraakt. Hierbij verdient het opmerking dat een rolrechter evenwel niet gewraakt kan worden enkel vanwege een rolbeslissing. Tegen een rolbeslissing is (ook) geen hoger beroep mogelijk.
De rol dateert uit de late middeleeuwen en werd gebruikt in de schepenbanken. Deze waren niet continu bemand en stelden daarom een vaste dag in waarop zaken konden worden aangebracht, de roldag.